# Silence of the Sleep
Silence of the Sleep est un jeu vidéo de type survival horror développé et édité par Jesse Makkonen, sorti en 2014 sur Windows.

## Système de jeu
Ce jeu est en 2D et il est a la 2eme personne.
Ce personnage ne peut pas attaquer.

## Accueil
- Canard PC : 9/10[1]